# 萨里涅
萨里涅（法語：Sarrigné，法語發音：[saʁiɲe] ⓘ）是法国曼恩-卢瓦尔省的一个市镇，位于该省中北部，属于昂热区。

## 地理
萨里涅（47°30'6"N, 0°23'7"W）面积2.97 平方千米，位于法国卢瓦尔河地区大区曼恩-卢瓦尔省，该省份为法国西部内陆省份，大致对应安茹地区，北起顺时针与马耶讷省、萨尔特省、安德尔-卢瓦尔省、维埃纳省、德塞夫勒省、旺代省、大西洋卢瓦尔省和伊勒-维莱讷省接壤。
与萨里涅接壤的市镇（或旧市镇、城区）包括：科尔泽、安茹地区里沃迪卢瓦、卢瓦尔-欧蒂永。

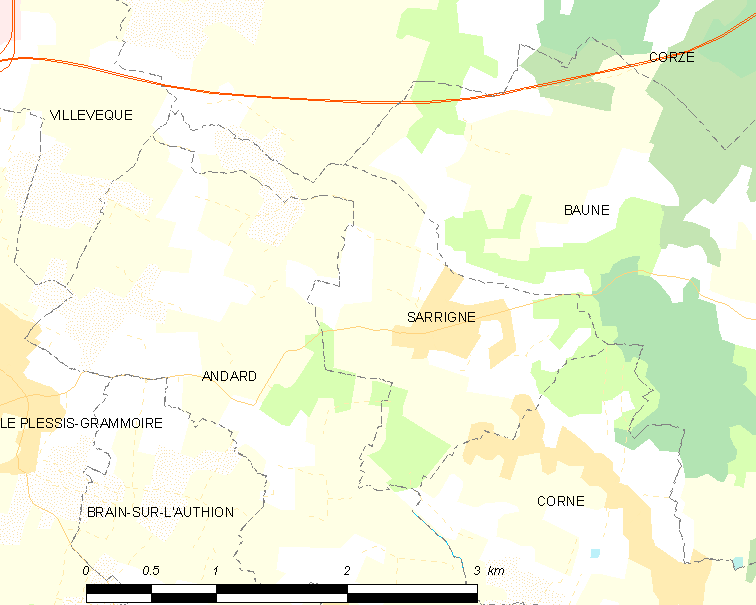
萨里涅的OSM定位图

萨里涅的时区为UTC+01:00、UTC+02:00（夏令时）。

## 行政
萨里涅的邮政编码为49800，INSEE市镇编码为49326。

## 政治
萨里涅所属的省级选区为昂热第七县。

## 人口

1962-2008年间萨里涅人口变化图示

萨里涅于2022年1月1日时的人口数量为891人。